# 兰州战役
兰州战役，是1949年8月至9月发生在中國甘肃及青海地区，中国人民解放军第一野战军同西北中华民国国军进行的一场战役。解放军最终占领兰州和西宁，控制青海全部。

## 背景
1949年7月扶郿战役后，中华民国西安绥靖公署主任胡宗南所部退至秦岭及其以南地区，西北军政长官公署长官马步芳、副长官马鸿逵为阻止第一野战军沿西安兰州公路西进，将所部分别退守兰州、同心及其以北地区。
同年8月中旬，因为解放军其他部已经攻克长江以南及福建等地，中华民国政府在广州召开西北联防会议，拟制了“兰州决战计划”，意图通过兰州和黄河，保全西北等地。

## 部署
马步芳以秦陇兵团第八十二军、第一二九军和2个骑兵旅、3个保安团等约5万人防守兰州，以主力第八十二军重点据守南山3大主阵地，以第一二九军2个师作为预备队，在黄河以南的城区投入了全部步兵；骑8旅、固关战斗被歼后重建的骑14旅及各师骑兵团共8个骑兵团放在黄河北岸；以中央军第九十一军、第一二〇军和马鸿宾部第八十一军共3万余人控制兰州东北的景泰、靖远和打拉池地区，担任兰州防线左翼；以青马刚组建的新编骑兵军约2万人控制兰州以南的临洮、洮沙地区，担任兰州防线右翼，以青马刚组建的新编步兵军在青海。兰州地区作战由秦陇兵团司令官马继援统一指挥。自东向西的具体部署为：
- 东冈十里山：第一二九军181师。
- 窦家山：青海保安一团（调配给第100师作为骑兵团）
- 古城岭：第八十二军第100师一部
- 马家山：第100师一部
- 营盘岭（皋兰山南梁）：第八十二军248师
- 沈家岭：第八十二军190师569团加568团一个营，共4个步兵营。
- 狗娃山：190师568团二个营
- 小西湖：在狗娃山西侧后，起掩护作用，第一二九军357师（受190师指挥）据守。
- 新编1师率一个团留在城区作为预备队，另一个团调出去支援骑兵第8旅封堵临夏至青海的黄河渡口。
- 第一二九军第357师1个团担任预备队。

8月4日，第一野战军司令员兼政治委员彭德怀发出攻取兰州、西宁的作战命令，决心以一部兵力牵制胡宗南、马鸿逵两部，集中优势兵力歼灭马步芳部主力于兰州地区。其部署以
- 第18兵团（欠第62军）及第7军留置宝鸡、天水地区，继续牵制胡宗南部，保障野战军主力左翼及后方安全[2]；
- 第19兵团第64军进至固原、海原地区，牵制马鸿逵部，保障野战军主力右翼安全；
- 第1兵团（欠第7军）附第62军经陇西、临洮、临夏、循化，尔后北渡黄河攻取青海省省会西宁，截断兰州守军退路，并随时准备参加兰州地区作战；
- 第2、第19兵团（欠第64军）共5个军近15万人沿西安至兰州公路分南北两路西进，直取兰州[3]。

## 战役经过
8月9日，第一野战军各兵团先后从陇东地区向兰州、西宁攻击前进。14日，第19兵团攻克定西。16日，第2兵团攻占榆中，第1兵团进占临洮，马步芳部骑兵撤退。8月19日第2、第19兵团进抵兰州外围。8月20日第1兵团占领康乐，逼近临夏。

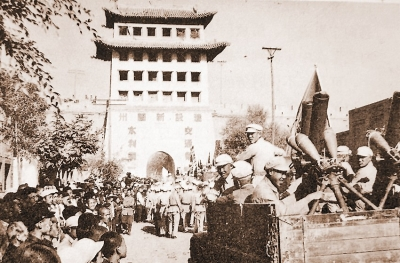
1949年8月26日，解放军攻克兰州，市民夹道欢迎解放军入城

8月22日，第1兵团进占临夏，马步芳部骑兵军溃散。因兰州守军右翼和后方遭受威胁，马步芳急调兰州黄河北岸的骑兵第8、第14旅回防西宁。第2、第19兵团经过充分准备后，于25日拂晓5时55分对兰州守军发起进攻。解放军具体部署自东向西为：
- 第六十三军攻十里山、窦家山。军长郑维山当年是西路军红三十军第88师副师长。窦家山是十里山的前卫阵地
- 第六十五军攻马家山，古城岭。古城岭是马家山的前卫阵地，而且无法绕开古城岭。
- 第六军攻营盘岭（皋兰山南梁），从南到北依次是三营（子）, 二营（子），头营（子），最后到达皋兰山主峰。
- 第四军攻沈家岭，狗娃山。由于沈家岭地势高于狗娃山，攻克后更有利于控制局面， 因此第四军以沈家岭为首选目标。沈家岭和狗娃山是左右并列相邻关系，失守任一个，就意味着整个南山防线瓦解，解放军可以直扑城区唯一的黄河铁桥。
- 第三军牵制小西湖之敌并做总预备队。

基本上，解放军是以原西野一个军攻青马一个师，而十九兵团两个军攻青马最强的第100师。
解放军第二兵团抵达兰州外围、观察了青马工事后，提出应有四到五天的准备时间才可进攻；而第十九兵团仰仗炮多弹药足，提出8月21日发起进攻，说即使中线、西线未突破，东线得手后仍可击歼青马。8月21日，第2、第19兵团以9个团的兵力向兰州南山诸阵地发起“试攻”，但是国军防御成功。解放军全线伤亡2500人，没拿下一个青马阵地。彭德怀当即决定各部队停止攻击。但第十九兵团在8月22日仍然发动了多次攻击，均以失败告终。
彭德怀研究部署第二次全线攻击，为此给毛泽东发电报，提出若二次攻击失利后的详细安排，即部队后撤、进行补充、部署偏师迂回兰州、集中主力打前来增援的宁马等。毛回电表示同意彭的安排，并表示若二次攻击失利全军将因此次流了血的侦察战获得有益的教训，而确定了再战的胜利。
8月22日，马步芳在抗击解放军“试攻”获胜后离开兰州回西宁，临行前指示马继援：若无宁马、胡宗南的战略援军配合，就撤回青海。
8月25日，解放军全线发起总攻。
- 第六十三军先后以三个团攻窦家山，上午10时30分开打，下午17时结束，历经6小时。
- 第六十五军先后以五个团攻古城岭，拂晓6时开打，至下午17时攻克，用时约11小时。
- 第六军先后以五个团攻营盘岭，拂晓6时半开打，至下午16时30分攻克三营子阵地，并打退多次反扑，用时10多个小时。
- 第四军以第11师3个团、第10师第30团，共4个团兵力攻击沈家岭，从凌晨5时一直打到傍晚7时，共用时14小时，战斗最为激烈。第四军第12师刚刚升级主力部队，战斗力薄弱。
- 第四军第10师第28、第29团在中午前后对狗娃山做牵制性攻击，吸引住第八十二军第190师第588团的2个营。8月25日入夜，由第三军接手攻击狗娃山。

8月25日白天的战斗，解放军第六十三军、第六十五军、第六军均只按照计划攻克了守军主阵地的前卫阵地窦家山、古城岭、三营（子）。至入夜时，这些主阵地的第100师、第248师纷纷开始撤离拦住。8月25日白天只有在沈家岭两方真正残酷、反复争夺。第四军第11师第31团正面主攻沈家岭，第32团左翼助攻，第33团右翼助攻。沈家岭是兰州三大主阵地中距离黄河铁桥最近的，且没有前后纵深阵地掩护，一旦被攻克，不但整个防御体系被打破，而且唯一的退路黄河铁桥也将被堵死。兰州守军利用其地形险要构筑了层层工事、障碍，在其东西两侧的皋兰山、狗娃山又布置了交叉火力网，由主力部队在此扼守。解放军第31团攻击极为锐利，在几十分钟内一举突破两道防线，7时30分在沈家岭宽300米的正面山脊线上落脚，攻占沈家岭表面阵地，后多次打退国军反扑，兰州守军急调杨修戎、马璋两个师的4个团增援。在敌十余倍兵力的反扑下，至上午10时第31团打得只剩下100多人，无力再组织反击，双方在沈家岭东西向山脊300多米长狭小战线上倒下了4000人。青马第190师第569团的3个营长均带头冲锋白刃交战中阵亡，又投入了第357师骑兵团、第八十二军工兵营、第190师直属队等部队连续反扑。解放军第32团副团长马克忠率领该团第三营担负沈家岭左侧助攻，在部队被敌炮火压制伤亡惨重情况下，带参谋爬到阵地前沿的峭壁处观察敌情，触雷身亡。战后第32团全团只剩下几十人。解放军第四军政委张仲良命令原计划攻击狗娃山用做预备队的第10师第30团增援沈家岭上的第31团。11时30分，第30团政委李锡贵和副团长李有益率第三营为增援第一梯队梯次跃进，及时进入第31团阵地，打退了反扑；第30团团长武自升带第一、第二营跟进，却遭到复活的国军堑壕中多处暗火力点封锁了崾岘通路。13时30分，李锡贵准备返回该团第二梯队带队，刚跃出战壕即胸部中弹牺牲。第31团团长王学礼也在沈家岭牺牲。25日下午，解放军第30团在打退一波波反扑后，不断向北推进阵地。下午17时后，青马再也没派来支援部队，但仍组织了多次反冲锋。解放军抓住机会，步步进逼，打到了沈家岭北部最后一道防线。晚18时许，解放军发起进攻，现场督战的第357师师长杨修戎和第190师参谋长李少白无奈跟着溃兵进城，晚19时，第四军占领沈家岭全部阵地。在不到一平方公里的沈家岭，双方投入了3个师的兵力惨烈拉锯争夺，山头被炮火削低了2米。青马先后投入了第八十二军第190师569团3个营、第588团1个营、第190师直属队、第357师骑兵团、第八十二军工兵营、第357师第2团。解放军第四军战史指出沈家岭打退了30余次反扑，歼敌3300余人，俘虏500余人，共计3800人。青马第190师参谋长李少白说：第569团和第568团共4个营3400人，撤下来清点只剩800人；第二拨第357师骑兵团、第八十二军工兵营、第190师直属部队共3100人，撤下来清点只剩1000人；其余都伤亡了。即两拨共计伤亡达4700人。解放军在沈家岭牺牲了3500多人。第31团1500人只剩下不足300人。兰州战役解放军共有16个团以上干部伤亡，其中第四军占了11个；解放军阵亡的3个团以上干部全部在沈家岭：第30团政委李锡贵、第31团团长王学礼、第32团副团长马克忠，这3个团后来合编为国防军第11师，作为野战部队长期驻守西藏新疆。但第四军战前并未得到上级炮火加强，仅凭借编制内的军属山炮营和师叔炮兵作战，计有山炮10门、重迫击炮2门、八二迫击炮52门；第三军炮兵曾自发地给予了一些支援。因此第四军付出了惨重的伤亡。
8月25日下午14时，马继援在黄河北岸庙滩子的第八十二军军部召集各师长开会，第190师师长马振武表示：沈家岭白天还能坚持，晚上就不行了。为此，马继援下达了撤退命令，计划为：下午16时后勤开始撤退，第100师17时开始撤退，第248师19点开始撤退，第190师21点开始撤退并且担任掩护全军的任务。会后马继援率第八二军军部奔向永登。。但实际上，沈家岭失守后，守狗娃山的第190师第568团的两个营、上午就从沈家岭撤下来的第569团残部和小西湖的第357师抢先过了河，连掩护部队都没布置。而在东线的第100师、中线的第248师未来得及在午夜前撤到黄河铁桥。由于沈家岭失守过早，被指定掩护各部撤退的190师余部抢先过了桥没通知友邻部队，没有在华林坪和雷坛河大桥布置阻击，因此事后青马把兰州惨败的责任归咎于第190师师长马振武。
8月25日22时，解放军第三军发现当面狗娃山、小西湖的青马部队撤走，当即派出一个营直插黄河铁桥，同时开始向兰州西关攻击。解放军先头连大约23时出发，一路上漆黑一片，没见什么敌人，连警戒掩护都没有，8月26日零时许至黄河铁桥，才见车水马龙、人马拥堵抢着过桥。该先头连立即开火，控制了铁桥退路。第三军1个连队竟然从城西桥头打到城东的十里山、马架山内侧的飞机场，抓了甘肃保安第4团2500多俘虏。第三军一部在今张掖路与青马溃兵展开巷战。青马很多人逃至雁滩黄河边上泅水过河，第100师的2个团长拉着马尾巴泅渡到黄河北岸，但更多的是被黄河卷走或在河滩上缴械投降。解放军其他各军当夜没有采取积极行动。解放军战史评价“对敌撤逃估计不足，致使敌主力一部逃脱”，特别是青马的团以上军官几乎全部漏网。
8月26日解放军第四军占领黄河北岸的黄河铁桥桥头的白塔山。至26日中午，兰州城内外的枪声停止，解放军完全占领兰州。战后统计，兰州战役歼敌2.7万人，其中在南山阵地攻坚战毙伤约8000人，在城内由第三军连夜果断出击、猛打猛冲，俘虏“青马能战之兵大约2万人”。
8月27日，胡宗南以所部4个军由陇南向甘肃省西和、礼县和陕西省宝鸡、虢镇地区进攻，企图趁机抢占宝鸡、天水，被解放军第18兵团击退。马鸿宾部第八十一军即撤回宁夏。。
马继援原计划主力撤出兰州后奔向河西，会合新疆来的青马骑兵第五军，继续抵抗到底。但在永登县岔口驿集结约7000人，获悉青马起家部队第100师在兰州城内结局后，马继援说：“我以为100师还完整，没想到也全部损失了”。在永登县，第100师师长谭呈祥质问第190师师长马振武:“我的部队没出来，怎么办？阵地上我的队伍没退下来， 你的队伍退下来了，你说说咋回事？”8月27日，在西宁的马步芳与在永登的马继援通电话后，当天马步芳和马步青等带家眷飞重庆。马继援和身边将领商议后，就地将残部中甘肃籍官兵遣散，青海籍官兵带回青海再做遣散。8月28日，马继援把军队交于第82军副军长赵遂和第100师师长谭呈祥指挥，自己坐汽车经互助县于29日下午抵西宁，安排在当天空运走近两万两黄金。8月30日，马继援与第一二九军军长马步銮、新1师师长马章、兰州警备司令赵珑、新编步兵军军长马全义、青海省政府秘书长高文远等高级军政人物及家眷分乘两架飞机飞广州。马继援留下了十几万白洋作为逃回西宁的第一二九军和第八十二军官兵的遣散费。先一步抵达的第一二九军官兵拿到遣散费后即完全溃散。
青马的团以上军官（只有青海保安第一团团长在兰州阵亡）从甘肃永登撤到青海大通桥头地区后，8月29日和30日在第190师师长马振武、第82军副军长赵遂主持下讨论出路，结果一致同意投降并拟好了致彭德怀的信，推举第190师参谋长李少白为代表去见解放军。但马振武以怕解放军袭击为由命令残余人马撤至靠近青海湖的三角城，李少白等为此拒绝去接洽投降，此事不了了之。第八十二军士兵没有得到马继援留下的遣散费。

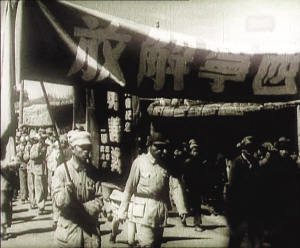
1949年9月5日，解放军进入西宁

兰州攻占后，王震第一兵团（欠第七军）附第六十二军从临夏继续向西宁进军，在甘肃省永靖地区和青海省循化地区渡过黄河后，相继攻克民和、化隆，沿途守军纷纷溃逃。9月3日解放军第一军先遣部队进入西宁，当时西宁城没有一个青马士兵。9月5日第一军大部队抵达，西宁解放。随后又陆续进驻湟中、大通、湟源等县城。从兰州败退下来的马步芳第八十二军和骑8旅残部逃至大通、上五庄、三角城一带。第一兵团司令员王震委派已经投诚的临夏回族上层人士、开明绅士，国大代表、第八十二军少将参议马丕烈和马步芳的族叔、原青海省财政厅长马良二人前去寻找、劝降青马将领。9月12日，马丕烈和马良二人在青海湟中县上五中村，见到了带领数千残部在此驻扎的第八十二军副军长赵遂、参谋长马文鼎、第一二九军副军长韩得铭、第100师师长谭呈祥、第357师师长杨修戎、骑8旅旅长马英等人，在马丕烈二人做出保证他们人身生命安全的许诺后，赵遂、马文鼎等青马22名高级将领在马丕烈拟就的归降书上签了名。9月17日，赵遂等数十名青马军将校带着3000余部众随马丕烈回到西宁向人民解放军投诚。骑14旅残部在门源缴械投降。解放军占领青海省全境。对投诚过来的青马军队，解放的方针是：下级军官士兵，一个不留，全部遣散；校以上的300名军官，则编为“解放军官训练班”集中培训。
兰州解放后，第1兵团（除第七军）附第六十二军继续向西宁进军。8月28日-9月5日，在甘肃省永靖地区和青海省循化地区渡过黄河，相继解放民和，化隆，直捣西宁。沿途守军纷纷溃逃。马步芳、马继援乘飞机逃往重庆。9月5日，第1兵团解放西宁。逃往湟中、海晏地区的马步芳部残部2000余人投诚。9月中旬，青海省全境解放。

## 结局与影响

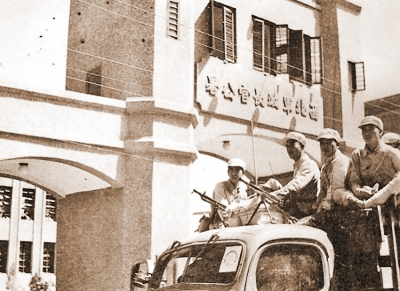
入城式上，解放军进驻位于兰州的西北军政长官公署

马继援战后总结：他自己指挥上有个失误，在王震第一兵团占领临夏后，马步芳命他调兵去堵黄河渡口，他先派去了骑兵第8旅，又把城中的预备队马璋师（第一二九军新1师）也抽走，结果在沈家岭顶不住了被解放军第四军攻克，整个兰州战役计划被打乱，导致全盘失利。

### 青马损失
彭德怀在兰州战役总结报告中指出，歼灭第八十二军第100师全部，第248师、第190师大部；第一二九军新1师、第357师一部；总计毙、伤12740人，俘14420人，共歼敌27160人。缴获山炮6、迫击炮35、战防炮5、60炮78、50炮2、火箭筒3、掷弹筒10.重机枪67、轻机枪478、战防枪5、步枪5953、短枪162、冲锋枪100；各种炮弹15000余、子弹170万发。马骡2413、汽车40、电台九、报话机七、电话机52、汽油1千桶、煤油2千桶。
兰州城内和南山阵地的青马步兵的团以下兵员基本损失。青马骑兵8个团在战前就部署在黄河北岸，除了第357师骑兵团增援沈家岭基本被消耗，其它骑兵部队全部溃逃。比较完整撤出兰州的部队有：
- 部署在黄河北岸的骑兵第8、第14旅约9千人
- 部署在黄河北岸的第一二九军直属队约2千人
- 新1师的1个步兵团约1千5百人被调赴永登县支援骑8旅封堵黄河渡口。另1个团支援狗娃山损失一部。
- 第357师驻守小西湖的第1团未经战斗保持完好，第2团支援狗娃山战斗损失大部；
- 第190师第568团2个营守狗娃山，损失一部。加上沈家岭8月25日上午撤下来的4个营残部，约2700人。

兰州战役如果包括在青海省境内的追击作战，第一野战军共歼敌4.2万余人。

### 解放军损失
解放军军史记述，兰州战役解放军伤亡8700人。但有些史料给出9600人。
- 一野卫生部1949年对第3、4、6军和19兵团63、65军兰州战役伤亡统计表中数字整理的总数，共计伤亡人员9948名，其中负伤8088名；阵亡1860名（含伤死）
- 第19兵团卫生部统计，该兵团兰州战役伤亡共计4804名，其中阵亡878；
- 第六军伤亡2000人；
- 一野卫生部统计，“第4军第2师（指第11师）在沈家岭、狗娃山攻坚战中，即伤亡2934名，其中阵亡及负伤后牺牲的达624名”
- 第四军参谋长等多人在军事学院联合编写的战例“兰州战役第四军沈家岭攻坚战斗”中提到沈家岭“4军伤亡共3500余名”
- 第三军伤亡386人
- 第二兵团兰州战役试攻阶段伤亡800多人，其中第六军伤亡500余人；
- 第六军第46团试攻阶段伤亡300人

## 战斗序列

### 防御方：中华民国国军
- 西北行政长官公署，司令马步芳[7]
  - 国军第120军，军长周嘉彬
    - 第二四五师、第一七三师

  - 国军第91军，军长黄祖勋
    - 第231师、第246师、第191师

  - 国军第82军，军长马继援 副军长赵遂、参谋长马文鼎
    - 第100师（师长谭呈祥）、第190师、第248师、骑兵第14旅

  - 国军第129军，军长马步銮 副军长韩得铭
    - 第357师（师长杨修戎）、新第1骑兵旅、第8旅（旅长马英）

  - 新编骑兵军，军长韩起功
    - 骑兵第2旅、骑兵第三旅
- 马鸿逵集团
  - 国军第81军，军长马敦靖
    - 第35师、第294师、第358师
- 西安绥署胡宗南集团
  - 国军第1军
  - 国军第65军
  - 国军第38军
  - 国军第36军
  - 国军第90军

### 进攻方：中国人民解放军
第一野战军，共投入十二个军三十五个师。
- 第一兵团，司令员兼政委王震
  - 第一军，军长贺炳炎、政治委员廖汉生
    - 第一、二、三师加炮兵团

  - 第二军，军长郭鹏、政治委员王恩茂
    - 第四、五、六师加炮兵团、工兵团

  - 第七军，军长彭绍辉
    - 第十九师、二十师加工兵营

- 第二兵团，司令员许光达、政治委员王世泰
  - 第三军，军长黄新廷、政治委员朱辉照
    - 第七师、八师、九师加炮兵团

  - 第四军，军长张达志、政治委员张忠良
    - 第十师、十一师、十二师加炮兵团

  - 第六军，军长罗元发、政治委员徐立清
    - 第十六师、十七师加炮兵团

- 第十八兵团，司令员兼政治委员周士第
  - 第六十军，军长张祖谅、政治委员袁子钦
    - 第一七八师、一七九师、一八0师加炮兵营

  - 第六十一军，军长韦杰、政治委员徐子荣
    - 第一八一师、一八二师、一八三师加炮兵营

  - 第六十二军，军长刘忠、政治委员鲁瑞林
    - 第一八四师、一八五师、一八六师加炮兵营

- 第十九兵团，司令员杨得志、政治委员李志民
  - 第六十三军，军长郑维山、政治委员王宗槐
    - 第一八七师、一八八师、一八九师加炮兵团

  - 第六十四军，军长曾思玉、政治委员王昭
    - 第一九0师、一九一师、一九二师加炮兵团

  - 第六十五军，军长邱蔚、政治委员王道邦
    - 第一九三师、一九四师、一九五师加炮兵团

  - 兵团部骑兵第六师、战车队、炮兵团